# Antikörper
Antikörper (нім. Антитіло) — другий студійний альбом німецького рок-гурту Eisbrecher, випущений 20 жовтня 2006 року. Альбом дебютував в Media Control Charts на 85-му місці і в Deutsche Alternative Charts на 10-му місці.

## Список композицій
1. «Der Anfang» (Початок) — 2:35
2. «Adrenalin» (Адреналін) — 4:02
3. «Leider» (Regrettably) — 4:08
4. «Antikörper» (Антитіло) — 4:15
5. «Entlassen» (Випущений) — 4:28
6. «Ohne dich» (Без тебе) — 4:36
7. «Phosphor» (Фосфор) — 3:52
8. «Kein Mitleid» (Немає симпатії) — 5:30
9. «Kinder der Nacht» (Діти ночі) — 4:18
10. «Vergissmeinnicht» (Forget-me-not) — 3:54
11. «Freisturz» (Free Fall) — 4:57
12. «Wie tief?» (How Deep?) — 4:24
13. «Das Ende» (Кінець) — 1:49
14. «Eiskalt erwischt» (Caught Icecold) (bonustrack) — 3:46
15. «Vergissmeinnicht» (videotrack)

## Чарти
| Чарт (2006)                 | Місце |
| --------------------------- | ----- |
| Media Control Charts        | 85    |
| Deutsche Alternative Charts | 10    |